# سونيا شاه
سونيا شاه (بالإنجليزية: Sonia Shah)‏ هي صحفية وكاتِبة أمريكية، ولدت في 1969 في نيويورك في الولايات المتحدة.

## وصلات خارجية
- الموقع الرسمي